# Энкам В
«Энкам B» (кат. Futbol Club Encamp B) — андоррский футбольный клуб выступающий во втором дивизионе Андорры. Является фарм-клубом «Энкама», который выступает в чемпионате Андорры. Домашние матчи проводит на стадионах Федерации футбола Андорры.

## История
В сезоне 2000/01 во втором дивизионе Андорры впервые был заявлен фарм-клуб «Энкама». В следующий раз «Энкам B» принял участие в Сегона Дивизио в сезоне 2012/13 и занял 10 место. В последующих двух сезонах команда также являлась аутсайдером турнира. Весной 2014 года дублёры «Энкама» смогли дойти до финала Кубка Федерации, где уступили дублю «Унио Эспортива Санта-Колома В». В следующем году «Энкам B» вновь стал вторым на турнире, уступив в итоговом зачёте клубу «Экстременья». В сезоне 2015/16 «Энкам B» смог занять шестую строчку в турнире.

## Стадион

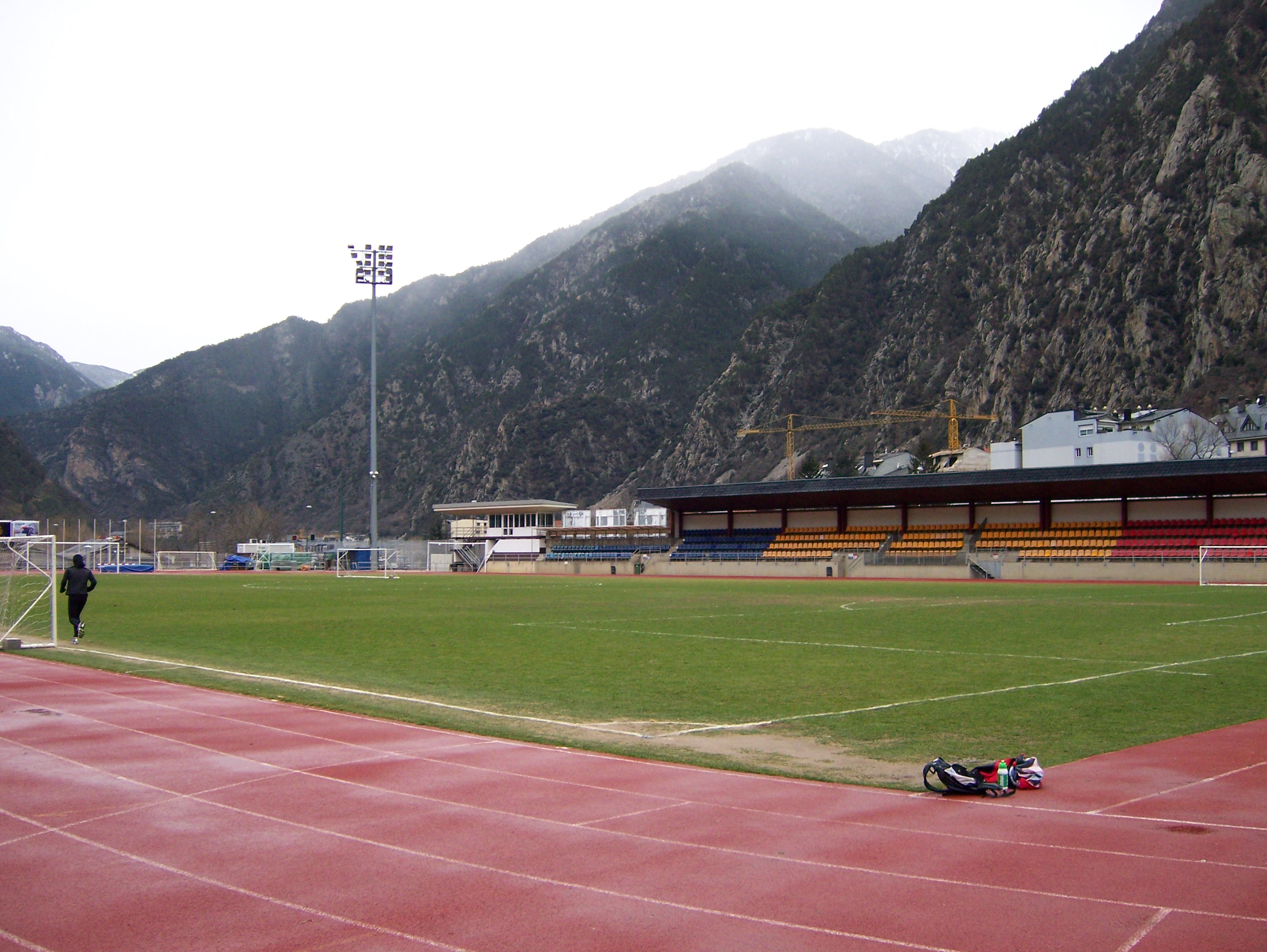
Стадион «Комуналь д’Ашоваль»

Футбольная федерация Андорры проводит матчи Примера и Сегона Дивизио на принадлежащих ей стадионах. Также федерация распределяет стадионы и поля для тренировок для каждой команды. Стадион «Комуналь д’Ашоваль» расположен на юге Андорры в Сан-Жулиа-де-Лория и вмещает 899 зрителей. Иногда матчи проводятся в приграничном с Андоррой испанском городе Алас-и-Серк, на стадионе «Сентре Эспортиу д'Алас», вмещающем 1500 человек или на тренировочном поле в Ордино.

## Достижения
- Серебряный призёр Кубка Федерации (3): 2014, 2015, 2017

## Главные тренеры
- Жозе Луис Герреро Санчо (2013)[13]
- Альберт Ханса Жирона (2015—н. в.)[14]

## Статистика
| Сезон   | Дивизион       | Место в чемпионате                    | И  | В  | Н | П  | ГЗ | ГП | О  | Кубок Андорры | Кубок Федерации | Примечание    |
| ------- | -------------- | ------------------------------------- | -- | -- | - | -- | -- | -- | -- | ------------- | --------------- | ------------- |
| 2000/01 | Сегона Дивизио | ? из 7                                |    |    |   |    |    |    |    |               |                 | Расформирован |
| 2012/13 | Сегона Дивизио | 10 из 12                              | 22 | 5  | 2 | 15 | 38 | 60 | 17 | 1/8 финала    |                 |               |
| 2013/14 | Сегона Дивизио | 8 из 15                               | 14 | 7  | 2 | 5  | 33 | 21 | 23 | 1/16 финала   | Финалист        |               |
| 2013/14 | Сегона Дивизио | Не принимала участие во втором раунде |    |    |   |    |    |    |    | 1/16 финала   | Финалист        |               |
| 2014/15 | Сегона Дивизио | 9 из 11                               | 10 | 2  | 3 | 5  | 17 | 25 | 9  | 1/8 финала    | 2 место         |               |
| 2014/15 | Сегона Дивизио | Не принимала участие во втором раунде |    |    |   |    |    |    |    | 1/8 финала    | 2 место         |               |
| 2015/16 | Сегона Дивизио | 6 из 14                               | 23 | 9  | 5 | 9  | 44 | 42 | 32 |               |                 |               |
| 2016/17 | Сегона Дивизио | 4 из 10                               | 18 | 10 | 2 | 6  | 43 | 35 | 32 |               | 2 место         |               |
| 2016/17 | Сегона Дивизио | Не принимала участие во втором раунде |    |    |   |    |    |    |    |               | 2 место         |               |